# Telmatobius peruvianus
Telmatobius peruvianus és una espècie de granota que viu a Xile i al Perú.
Està amenaçada d'extinció per la pèrdua del seu hàbitat natural.